# Уолдгрейв, Джеффри Ноэль, 12-й граф Уолдгрейв
Джеффри Ноэль Уолдгрейв, 12-й граф Уолдгрейв (англ. Geoffrey Noel Waldegrave, 12th Earl Waldegrave; 21 ноября 1905 — 23 мая 1995) — британский пэр и агроном. Он носил титул учтивости — виконт Чьютон с 1933 по 1936 год.

## Происхождение и образование
Родился 21 ноября 1905 года. Единственный сын преподобного Генри Уолдгрейва, 11-го графа Уолдгрейва (1854—1936), и Энн Кэтрин Бастард (1867—1962). Он получил образование в Винчестерском колледже и Тринити-колледж в Кембридж, который закончил в 1928 году со степенью бакалавра искусств.

## Политическая карьера
В 1936 году он унаследовал титулы своего отца и в 1937 году стал членом Совета графства Сомерсет. Во время Второй мировой войны он служил в Королевской артиллерии (территориальной армии).
Лорд Уолдгрейв занимал должности:
- председатель Исполнительного совета по сельскому хозяйству в 1948—1951 годах;
- член Совета принца герцогства Корнуолл в 1951—1958 и 1965—1976 годах;
- офицер связи Министерства сельского хозяйства, рыболовства и продовольствия в Сомерсете, Уилтшире и Глостершире в 1952—1957 годах;
- парламентский секретарь Министерства сельского хозяйства, рыболовства и продовольствия в 1958—1962 годах;
- председатель Лесной комиссии в 1963—1965 годах;
- член Генерального консультативного совета Би-би-си в 1963—1966 годах;
- директор Lloyds Bank в 1964—1976 годах;
- лорд-хранитель Станнариев в 1965—1976 годах;
- председатель Консультативного комитета по исследованиям мяса в 1969—1973 годах
- президент Сомерсетского фонда охраны природы в 1964—1980 годах.

В 1976 году он был удостоен звания почетного доктора права Бристольского университета. Кавалер Ордена Подвязки в 1971 году и Кавалер Большого креста Королевского Викторианского ордена в 1976 году.

## Семья
22 октября 1930 года лорд Уолдгрейв женился на Мэри Гермионе Гренфелл (25 декабря 1909 — 16 ноября 1995), дочери подполковника Артура Мортона Гренфелла и Хильды Маргарет Литтелтон, внучатой племяннице Фрэнсиса Гренфелла, 1-го барона Гренфелла. У супругов было два сына и пять дочерей:
- Леди Сара Кэролайн Уолдгрейв (род. 23 октября 1931), в 1955 году она вышла замуж за Эрнеста Джорджа Райта, от брака с которым у неё было два сына.
- Леди Джейн Мэри Уолдгрейв (род. 25 января 1934 — 6 мая 2019), 1-й муж с 1954 года Дональд Юэн Палмер Говард, 4-й барон Страткон и Маунт-Ройял (1923—2018, развод в 1977 году); 2-й муж с 1977 года Дункан Макинтон (1922—1987). Шестеро детей от первого брака.
- Леди Элизабет Джеронима Уолдгрейв (род. 4 апреля 1936 — 19 февраля 2003), в 1963 году она вышла замуж за Джона Джеймса Эвелина Дьюара, 4-го барона Фортевиота (род. 1938), от брака с которым у неё было четверо детей.
- Леди Энн Гермиона Уолдгрейв (род. 24 декабря 1937), в 1971 году она вышла замуж за сэра Джона Денниса Боулса.
- Леди Сьюзен Кэтрин Уолдгрейв (род. 1 мая 1939), в 1959 году она вышла замуж за Мармадьюка Хасси, барона Хасси из Норт-Брэдли (1923—2006), от брака с которым у неё было двое детей.
- Джеймс Шерброк Уолдгрейв, 13-й граф Уолдгрейв (род. 8 декабря 1940), старший сын и преемник отца.
- Уильям Артур Уолдгрейв, барон Уолдгрейв из Норт-Хилла (род. 15 августа 1946).